# ماساهيتو أمير هيتاشي
ماساهيتو أمير هيتاشي (28 نوفمبر 1935) هو عضو في البيت الامبراطوري الياباني والشقيق الأصغر للإمبراطور اكيهيتو السابق. وعم الإمبراطور ناروهيتو، والثالث في تسلسل خلافة ولاية العهد الإمبراطوري.